# Apollo Patroos tempel
Apollo Patroos tempel i Aten var ett tempel i det antika Aten i Grekland, tillägnat Apollon. 
Templet grundades på 300-talet f.Kr. Det var ett joniskt tempel som låg nordväst om agora, vid Zeus stoa. 
Pausanias beskrev templet under 100-talet. Han uppgav att dess kultstaty var gjord av Eufranor.
Templet stängdes under förföljelserna mot hedningarna vid kristendomens införande på 300-talet och inte mycket finns kvar.